# Hoheria glabrata
Hoheria glabrata är en malvaväxtart som beskrevs av Thomas Archibald Sprague och Summerhayes. Hoheria glabrata ingår i släktet Hoheria och familjen malvaväxter. Inga underarter finns listade i Catalogue of Life.

## Bildgalleri

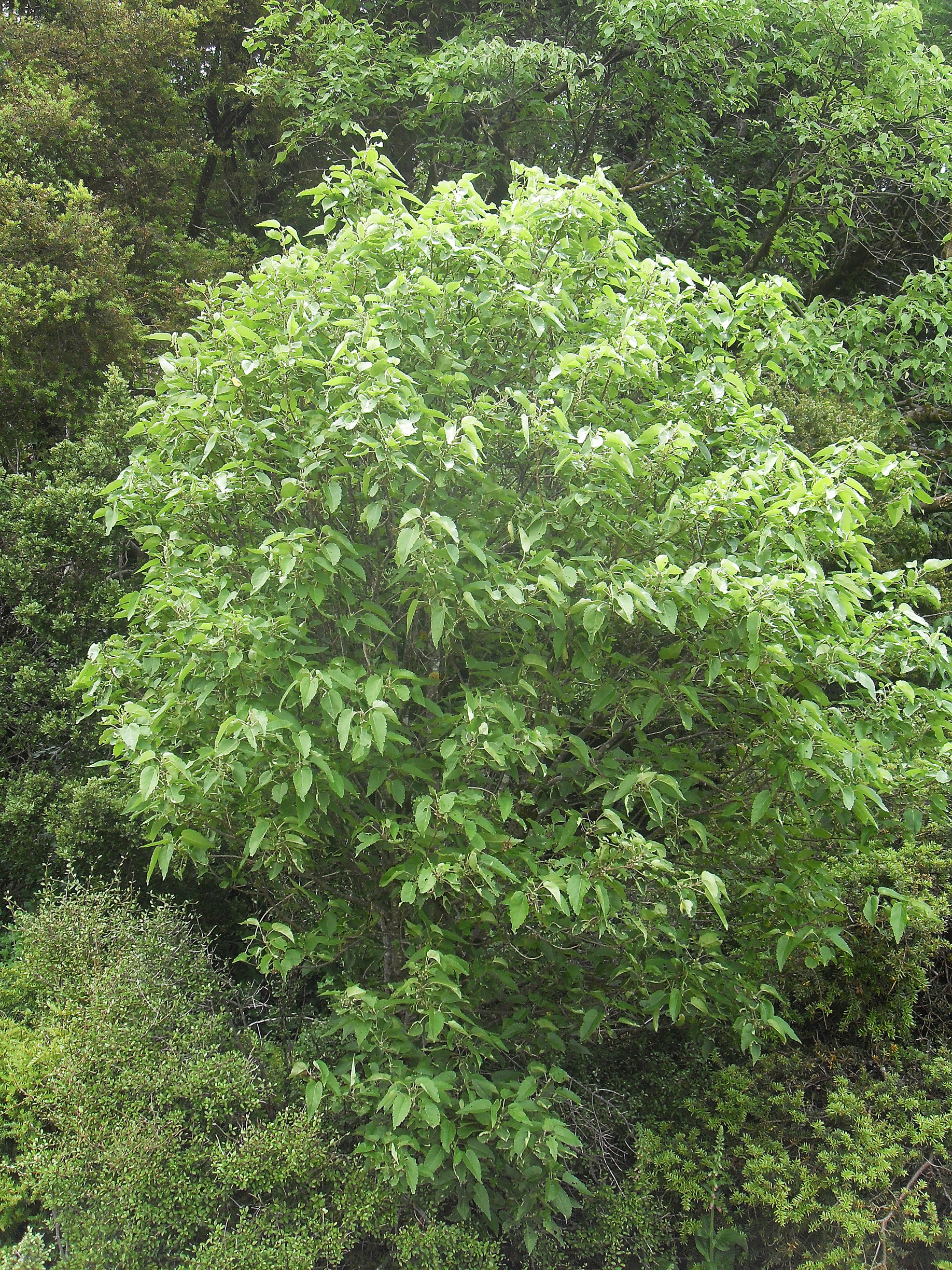